# ワークフォース・マネジメント
ワークフォース・マネジメント（英: WFM）とは、生産性の高い労働力を維持するために、必要とされる全ての活動を包括的に含む概念である。
人的資源管理という観点から、ワークフォース・マネジメントは、HRMSシステムと同様のシステム、もしくは、ERPシステムの一部という位置付けで捉えられることもある。しかし、最近では、ワークフォース・マネジメントが、労働力の最適化を目的とした独立した概念として認知されつつある。
具体的には、ワークフォース・マネジメントには以下のような概念が含まれる。
- 給与および手当
- 人的資源管理
- 従業員自己管理サービス
- 勤怠管理
- キャリアおよび継承計画
- 幹部候補管理および志願者の状況追跡
- 学習管理およびトレーニング管理
- 業績管理
- 需要予測および計画
- 労働力の状況把握および緊急対応支援